# Аргентино-британские отношения
Аргентино-британские отношения — двусторонние дипломатические отношения между Аргентиной и Великобританией.

## Обзор
Дипломатические отношения между странами были установлены 15 декабря 1823 года. В 1982 году отношения были разорваны из-за Фолклендской войны, восстановлены в 1990 году. Вплоть до середины 2000-х годов послевоенные отношения между двумя странами неуклонно улучшались. Во время правления президента Аргентины Кристины Фернандес де Киршнер отношения стали более напряжёнными: обе страны подтвердили свои претензии на территорию Фолклендских островов. В 2016 году премьер-министр Великобритании Дэвид Кэмерон и президент Аргентины Маурисио Макри участвовали в переговорах в ходе которых пришли к соглашению начать новый этап в отношениях между двумя странами и наладить крепкие дружеские связи.

## История
Современная территория Аргентины являлась частью Испанской империи (вице-королевство Рио-де-ла-Плата). Спор о принадлежности Фолклендских островов первоначально начался между Испанией и Британской империей, что в итоге привело к Фолклендскому кризису 1770 года. Во время Наполеоновских войн Испания заняла сторону Франции против Великобритании, что привело к Британским вторжениям в вице-королевство Рио-де-Ла-Плата. В 1806 году британцы захватили Буэнос-Айрес, но вице-король Рио-де-ла-Платы Сантьяго де Линьерс сумел контратаковать из Монтевидео и вернул город. В 1807 году британцы захватили Монтевидео, но не смогли занять Буэнос-Айрес, что привело к последующей капитуляции гарнизона в Монтевидео. С началом Пиренейских войн Франция напала на Испанию и испанцы были вынуждены объединиться с Великобританией, а британцы прекратили попытки захватить Рио-де-ла-Плата. Бесконечные войны, социальная напряженность, большие масштабы милитаризации Рио-де-ла-Платы привели к Майской революции, а затем к Войне за независимость Аргентины. Британская империя заняла нейтралитет в этот конфликте и признала Декларацию независимости Аргентины 15 декабря 1823 года. Официальные отношения между странами были установлены с подписанием Договора о дружбе, торговле и навигации между Аргентиной и Соединённым Королевством.
В период становления государственности Аргентина проводила дружественную политику к Великобритании, которая стала основным покупателем аргентинского сырья и основным источником инвестиций в страну. Лондонские банкиры инвестировали в строительство железных дорог, доков и домов в Аргентине. Из Лондона прибыло 3000 специалистов для развития судоходства, страхования и банковского дела. В 1865 году во время правления президента Аргентины Бартоломе Мирте началась Парагвайская война, которую по мнению некоторых историков спровоцировали британцы, преследовавшие свои финансовые интересы. Во время правления президента Аргентины Николаса Авельянеды началось Завоевание пустыни против населения Патагонии, военная кампания аргентинцев осуществлялась при участии британского капитала.
В 1873 и 1879 годах прошла серия географических экспедиций в Патагонию, Магелланов пролив и Огненную Землю, выполненных аргентинским исследователем Франсиско Морено и чилийским историком Диего Барросом Араной, что привело к подписанию договора о границе с Чили в 1881 году. В 1896 году возникли проблемы с демаркацией аргентино-чилийской границы, стороны передали дело на рассмотрение в арбитражный суд Великобритании. Территориальный спор был разрешен в пользу Чили, что привело к негативной реакции аргентинской общественности. 1 мая 1933 года между Аргентиной и Великобританией было подписано Соглашение Рока — Ренсимена. Великобритания стала основным покупателем аргентинской говядины и зерна. Во время Второй мировой войны Аргентина отказалась вступить в Антигитлеровскую коалицию. В ответ Соединённые Штаты Америки объявили бойкот аргентинским товарам. Президент США Франклин Рузвельт попросил премьер-министра Великобритании Уинстона Черчилля присоединиться к бойкоту и прекратить покупать аргентинскую говядину и зерно. Уинстон Черчилль ответил отказом, так как Великобритания зависела от поставок продуктов питания из Аргентины.
2 апреля 1982 года президент Аргентины Леопольдо Гальтьери распорядился начать вторжение на Фолклендские острова, а 3 апреля 1982 года аргентинцы высадились на остров Южной Георгии. Великобритания направила военно-морские силы в зону конфликта и одержала решительную победу, вернув Фолклендские острова под свой контроль. Дипломатические отношения между Аргентиной и Великобританией были восстановлены в 1990 году.
В 1990-х годах отношения между странами улучшились. В 1998 году президент Аргентины Карлос Менем посетил Лондон, где заявил, что не отказывается от претензий на Фолклендские острова, но будет пытаться добиться их только мирным путем. В 2001 году премьер-министр Великобритании Тони Блэр осуществил государственный визит в Аргентину, где сделал заявление, что страны должны решить свои противоречия мирным путем и не допустить возобновления военного конфликта. Во время визита стороны не вели переговоров по проблеме принадлежности Фолклендских островов, а президент Аргентины Нестор Киршнер заявил, что возвращение островов является главным приоритетом его правительства.
С середины 2000-х годов дипломатические отношения между странами стали более напряжёнными. В 2006 году Аргентина вновь начала озвучивать претензии на суверенитет над Фолклендским островам, сославшись на право на рыболовство и добычу нефти возле островов. 28 марта 2009 года премьер-министр Великобритании Гордон Браун заявил, что ему нечего обсуждать с президентом Аргентины Кристиной Киршнер по вопросу принадлежности Фолклендских островов на встрече в Чили перед Лондонским саммитом G-20. 22 апреля 2009 года Аргентина подала заявление в ООН о принадлежности континентального шельфа, возле Фолклендских островов, островов Южной Георгии и Южных Сандвичевых Островов, а также части Антарктиды, сославшись на данные морской съемки за 11 лет. Великобритания выразила официальный протест на эти претензии Аргентины.
С 2010 года сообщения о разведке месторождений нефти возле Фолклендских островов привели к дальнейшему спаду в отношениях между Великобританией и Аргентиной. В феврале 2010 года аргентинское правительство объявило, что корабли, прибывающие на Фолклендские острова (а также островов Южной Георгии и Южных Сандвичевых Островов), должны получить разрешение у Буэнос-Айреса на пересечение аргентинских территориальных вод. Несмотря на это заявление, британская компания Desire Petroleum начала бурение месторождения нефти 22 февраля 2010 года, примерно в 54 морских милях (100 км) к северу от островов.
Правительства стран Южной Америки в последние годы высказывают поддержку позиции Аргентины в отношении споров о принадлежности Фолклендских островов. Хотя во время Фолклендской войны Великобритания пользовалась поддержкой Чили. В 2011 году торговый блок Меркосур закрыл доступ в порты для судов с флагом Фолклендских островов, на корабли с британским флагом запрет не распространяется. Союз южноамериканских наций официально обратился к Великобритании с просьбой начать переговоры о статусе Фолклендских островов. 19 марта 2012 года Перу объявила, что отказала британскому фрегату HMS Montrose (F236) зайти в свой порт в знак поддержки претензий Аргентины на острова. В июне 2012 года на саммите G20 в Мексике премьер-министр Великобритании Дэвид Кэмерон и президент Аргентины Кристина Фернандес де Киршнер в неформальной обстановке обсудили статус Фолклендских островов. Дэвид Кэмерон заявил, что Аргентина должна уважать мнение жителей Фолклендских островов, которые решили судьбу территории на референдуме в 2013 году. Кристина Киршнер же попыталась передать конверт премьер-министру Великобритании, но тот отказался принять его.
В марте 2013 года состоялся референдум на Фолклендских островах: 99,8 % жителей проголосовали за британский контроль над этой территорией. Аргентина отказалась признать результаты референдума. Правительство Великобритании в ответ настоятельно рекомендовало Аргентине и другим странам уважать решение островитян. 2 апреля 2015 года британские компании Premier Oil, Rockhopper Exploration и Falkland Oil & Gas объявили, что нашли нефть и газ в месторождении к северу от Фолклендских островов. 3 апреля 2015 года правительство Аргентины объявило о том, что готово направить иски против Великобритании в знак протеста против того, что британские компании занимаются разработкой месторождений без разрешения Буэнос-Айреса. 8 апреля 2015 года Аргентина официально осудила британские планы по расширению военного присутствия Британии на Фолклендских островах и что она будет настаивать на уголовных обвинениях в отношении компаний, занимающихся разведкой нефти и газа на островах.
В 2016 году президент Аргентины Маурисио Макри занял более примирительную позицию по отношению к Великобритании, с целью наладить крепкие отношения с этой страной. Но тем не менее заявил, что Аргентина не отказывается от Фолклендских островов в качестве долгосрочной цели. В ноябре 2017 года самолёт военно-воздушных сил Великобритании впервые приземлился в Аргентине с момента окончания войны в Фолклендских островах, чтобы помочь в поисках пропавшей подводной лодки «Сан-Хуан».

## Торговля
В 2015 году объём товарооборота между странами составил сумму 289 млн фунтов стерлингов, что делает Аргентину четвёртым крупнейшим торговым партнёром Великобритании в Южной Америке. Экспорт Великобритании в Аргентину: медицинское оборудование и фармацевтические препараты, котлы, машинное оборудование и механические приборы, цветные металлы, профессиональные и научные инструменты, пластмасса и пластмассовые изделия, напитки, электрооборудование, химические материалы и изделия, транспортные средства, органические химикаты.

## Дипломатические представительства
- Аргентина имеет посольство в Лондоне[25].
- У Великобритании имеется посольство в Буэнос-Айресе[26].